# Distrito de Grenoble
El distrito de Grenoble es un distrito (en francés arrondissement) de Francia, que se localiza en el departamento de Isère, de la región de Ródano-Alpes (en francés Rhône-Alpes). Cuenta con 39 cantones y 297 comunas.

## División territorial

### Cantones
Los cantones del distrito de Grenoble son:
1. Cantón de Allevard
2. Cantón de Le Bourg-d'Oisans
3. Cantón de Clelles
4. Cantón de Corps
5. Cantón de Domène
6. Cantón de Échirolles-Est
7. Cantón de Échirolles-Ouest
8. Cantón de Eybens
9. Cantón de Fontaine-Sassenage
10. Cantón de Fontaine-Seyssinet
11. Cantón de Goncelin
12. Cantón de Grenoble-1
13. Cantón de Grenoble-2
14. Cantón de Grenoble-3
15. Cantón de Grenoble-4
16. Cantón de Grenoble-5
17. Cantón de Grenoble-6
18. Cantón de Mens
19. Cantón de Meylan
20. Cantón de Monestier-de-Clermont
21. Cantón de La Mure
22. Cantón de Pont-en-Royans
23. Cantón de Rives
24. Cantón de Roybon
25. Cantón de Saint-Égrève
26. Cantón de Saint-Étienne-de-Saint-Geoirs
27. Cantón de Saint-Ismier
28. Cantón de Saint-Laurent-du-Pont
29. Cantón de Saint-Marcellin
30. Cantón de Saint-Martin-d'Hères-Nord
31. Cantón de Saint-Martin-d'Hères-Sud
32. Cantón de Le Touvet
33. Cantón de Tullins
34. Cantón de Valbonnais
35. Cantón de Vif
36. Cantón de Villard-de-Lans
37. Cantón de Vinay
38. Cantón de Vizille
39. Cantón de Voiron

### Comunas
| 1. Les Adrets (38002)                      | 2. L'Albenc (38004)                          | 3. Allemond (38005)                      | 4. Allevard (38006)                     |
| 5. Ambel (38008)                           | 6. Auberives-en-Royans (38018)               | 7. Auris (38020)                         | 8. Autrans (38021)                      |
| 9. Avignonet (38023)                       | 10. Barraux (38027)                          | 11. Beaucroissant (38030)                | 12. Beaufin (38031)                     |
| 13. Beaufort(38032)                        | 14. Beaulieu (38033)                         | 15. Beauvoir-en-Royans (38036)           | 16. Bernin (38039)                      |
| 17. Besse (38040)                          | 18. Bessins (38041)                          | 19. Biviers (38045)                      | 20. Le Bourg-d'Oisans (38052)           |
| 21. Bressieux (38056)                      | 22. Bresson (38057)                          | 23. Brion (38060)                        | 24. Brié-et-Angonnes (38059)            |
| 25. Brézins (38058)                        | 26. La Buisse (38061)                        | 27. La Buissière (38062)                 | 28. Le Champ-près-Froges (38070)        |
| 29. Champ-sur-Drac (38071)                 | 30. Champagnier (38068)                      | 31. Chamrousse (38567)                   | 32. Chantelouve (38073)                 |
| 33. Chantesse (38074)                      | 34. Chapareillan (38075)                     | 35. La Chapelle-du-Bard (38078)          | 36. Charnècles (38084)                  |
| 37. Chasselay (38086)                      | 38. Chatte (38095)                           | 39. Chevrières (38099)                   | 40. Le Cheylas (38100)                  |
| 41. Chichilianne (38103)                   | 42. Chirens (38105)                          | 43. Cholonge (38106)                     | 44. Choranche (38108)                   |
| 45. Château-Bernard (38090)                | 46. Châtelus (38092)                         | 47. Châtenay (38093)                     | 48. Claix (38111)                       |
| 49. Clavans-en-Haut-Oisans (38112)         | 50. Clelles (38113)                          | 51. Cognet (38116)                       | 52. Cognin-les-Gorges (38117)           |
| 53. La Combe-de-Lancey (38120)             | 54. Cordéac (38125)                          | 55. Corenc (38126)                       | 56. Cornillon-en-Trièves (38127)        |
| 57. Corps (38128)                          | 58. Corrençon-en-Vercors (38129)             | 59. Coublevie (38133)                    | 60. Cras (38137)                        |
| 61. Crolles (38140)                        | 62. Les Côtes-de-Corps (38132)               | 63. Dionay (38145)                       | 64. Domène (38150)                      |
| 65. Engins (38153)                         | 66. Entraigues (38154)                       | 67. Entre-deux-Guiers (38155)            | 68. Eybens (38158)                      |
| 69. La Ferrière (38163)                    | 70. La Flachère (38166)                      | 71. Fontaine (38169)                     | 72. Fontanil-Cornillon (38170)          |
| 73. La Forteresse (38171)                  | 74. Le Freney-d'Oisans (38173)               | 75. La Frette (38174)                    | 76. Froges (38175)                      |
| 77. La Garde (38177)                       | 78. Gières (38179)                           | 79. Goncelin (38181)                     | 80. Grenoble (38185)                    |
| 81. Gresse-en-Vercors (38186)              | 82. Le Gua (38187)                           | 83. Herbeys (38188)                      | 84. Huez (38191)                        |
| 85. Hurtières (38192)                      | 86. Izeaux (38194)                           | 87. Izeron (38195)                       | 88. Jarrie (38200)                      |
| 89. Laffrey (38203)                        | 90. Lalley (38204)                           | 91. Lans-en-Vercors (38205)              | 92. Laval (38206)                       |
| 93. Lavaldens (38207)                      | 94. Lavars (38208)                           | 95. Lentiol (38209)                      | 96. Livet-et-Gavet (38212)              |
| 97. Lumbin (38214)                         | 98. Malleval (38216)                         | 99. Marcieu (38217)                      | 100. Marcilloles (38218)                |
| 101. Marcollin (38219)                     | 102. Marnans (38221)                         | 103. Mayres-Savel (38224)                | 104. Mens (38226)                       |
| 105. Meylan (38229)                        | 106. Miribel-Lanchâtre (38235)               | 107. Miribel-les-Échelles (38236)        | 108. Mizoën (38237)                     |
| 109. Moirans (38239)                       | 110. Monestier-d'Ambel (38241)               | 111. Monestier-de-Clermont (38242)       | 112. Le Monestier-du-Percy (38243)      |
| 113. Mont-Saint-Martin (38258)             | 114. Mont-de-Lans (38253)                    | 115. Montagne (38245)                    | 116. Montaud (38248)                    |
| 117. Montbonnot-Saint-Martin (38249)       | 118. Montchaboud (38252)                     | 119. Monteynard (38254)                  | 120. Montfalcon (38255)                 |
| 121. Morette (38263)                       | 122. La Morte (38264)                        | 123. Morêtel-de-Mailles (38262)          | 124. La Motte-Saint-Martin (38266)      |
| 125. La Motte-d'Aveillans (38265)          | 126. Le Moutaret (38268)                     | 127. La Mure (38269)                     | 128. La Murette (38270)                 |
| 129. Murianette (38271)                    | 130. Murinais (38272)                        | 131. Méaudre (38225)                     | 132. Nantes-en-Ratier (38273)           |
| 133. Notre-Dame-de-Commiers (38277)        | 134. Notre-Dame-de-Mésage (38279)            | 135. Notre-Dame-de-Vaulx (38280)         | 136. Notre-Dame-de-l'Osier (38278)      |
| 137. Noyarey (38281)                       | 138. Oris-en-Rattier (38283)                 | 139. Ornon (38285)                       | 140. Oulles (38286)                     |
| 141. Oz (38289)                            | 142. Pellafol (38299)                        | 143. Percy (38301)                       | 144. La Pierre (38303)                  |
| 145. Pierre-Châtel (38304)                 | 146. Pinsot (38306)                          | 147. Plan (38308)                        | 148. Poisat (38309)                     |
| 149. Poliénas (38310)                      | 150. Pommiers-la-Placette (38312)            | 151. Ponsonnas (38313)                   | 152. Le Pont-de-Claix (38317)           |
| 153. Pont-en-Royans (38319)                | 154. Pontcharra (38314)                      | 155. Presles (38322)                     | 156. Proveysieux (38325)                |
| 157. Prunières (38326)                     | 158. Prébois (38321)                         | 159. Le Périer (38302)                   | 160. Quaix-en-Chartreuse (38328)        |
| 161. Quet-en-Beaumont (38329)              | 162. Quincieu (38330)                        | 163. Renage (38332)                      | 164. Rencurel (38333)                   |
| 165. Revel (38334)                         | 166. Rives (38337)                           | 167. La Rivière (38338)                  | 168. Roissard (38342)                   |
| 169. Rovon (38345)                         | 170. Roybon (38347)                          | 171. Réaumont (38331)                    | 172. Saint-André-en-Royans (38356)      |
| 173. Saint-Andéol (38355)                  | 174. Saint-Antoine-l'Abbaye (38359)          | 175. Saint-Appolinard (38360)            | 176. Saint-Arey (38361)                 |
| 177. Saint-Aupre (38362)                   | 178. Saint-Barthélemy-de-Séchilienne (38364) | 179. Saint-Baudille-et-Pipet (38366)     | 180. Saint-Bernard (38367)              |
| 181. Saint-Blaise-du-Buis (38368)          | 182. Saint-Bonnet-de-Chavagne (38370)        | 183. Saint-Cassien (38373)               | 184. Saint-Christophe-en-Oisans (38375) |
| 185. Saint-Christophe-sur-Guiers (38376)   | 186. Saint-Clair-sur-Galaure (38379)         | 187. Saint-Geoirs (38387)                | 188. Saint-Georges-de-Commiers (38388)  |
| 189. Saint-Gervais (38390)                 | 190. Saint-Guillaume (38391)                 | 191. Saint-Hilaire (38395)               | 192. Saint-Hilaire-du-Rosier (38394)    |
| 193. Saint-Honoré (38396)                  | 194. Saint-Ismier (38397)                    | 195. Saint-Jean-d'Hérans (38403)         | 196. Saint-Jean-de-Moirans (38400)      |
| 197. Saint-Jean-de-Vaulx (38402)           | 198. Saint-Jean-le-Vieux (38404)             | 199. Saint-Joseph-de-Rivière (38405)     | 200. Saint-Julien-de-Raz (38407)        |
| 201. Saint-Just-de-Claix (38409)           | 202. Saint-Lattier (38410)                   | 203. Saint-Laurent-du-Pont (38412)       | 204. Saint-Laurent-en-Beaumont (38413)  |
| 205. Saint-Marcellin (38416)               | 206. Saint-Martin-d'Hères (38421)            | 207. Saint-Martin-d'Uriage (38422)       | 208. Saint-Martin-de-Clelles (38419)    |
| 209. Saint-Martin-de-la-Cluze (38115)      | 210. Saint-Martin-le-Vinoux (38423)          | 211. Saint-Maurice-en-Trièves (38424)    | 212. Saint-Maximin (38426)              |
| 213. Saint-Michel-de-Saint-Geoirs (38427)  | 214. Saint-Michel-en-Beaumont (38428)        | 215. Saint-Michel-les-Portes (38429)     | 216. Saint-Mury-Monteymond (38430)      |
| 217. Saint-Nazaire-les-Eymes (38431)       | 218. Saint-Nicolas-de-Macherin (38432)       | 219. Saint-Nizier-du-Moucherotte (38433) | 220. Saint-Pancrasse (38435)            |
| 221. Saint-Paul-d'Izeaux (38437)           | 222. Saint-Paul-de-Varces (38436)            | 223. Saint-Paul-lès-Monestier (38438)    | 224. Saint-Pierre-d'Allevard (38439)    |
| 225. Saint-Pierre-d'Entremont (38446)      | 226. Saint-Pierre-de-Bressieux (38440)       | 227. Saint-Pierre-de-Chartreuse (38442)  | 228. Saint-Pierre-de-Chérennes (38443)  |
| 229. Saint-Pierre-de-Méaroz (38444)        | 230. Saint-Pierre-de-Mésage (38445)          | 231. Saint-Quentin-sur-Isère (38450)     | 232. Saint-Romans (38453)               |
| 233. Saint-Saveur (38454)                  | 234. Saint-Siméon-de-Bressieux (38457)       | 235. Saint-Sébastien (38456)             | 236. Saint-Théoffrey (38462)            |
| 237. Saint-Vincent-de-Mercuze (38466)      | 238. Saint-Vérand (38463)                    | 239. Saint-Égrève (38382)                | 240. Saint-Étienne-de-Crossey (38383)   |
| 241. Saint-Étienne-de-Saint-Geoirs (38384) | 242. Sainte-Agnès (38350)                    | 243. Sainte-Luce (38414)                 | 244. Sainte-Marie-d'Alloix (38417)      |
| 245. Sainte-Marie-du-Mont (38418)          | 246. La Salette-Fallavaux (38469)            | 247. La Salle-en-Beaumont (38470)        | 248. Le Sappey-en-Chartreuse (38471)    |
| 249. Sarcenas (38472)                      | 250. Sassenage (38474)                       | 251. Serre-Nerpol (38275)                | 252. Seyssinet-Pariset (38485)          |
| 253. Seyssins (38486)                      | 254. Sillans (38490)                         | 255. Sinard (38492)                      | 256. Siévoz (38489)                     |
| 257. Sousville (38497)                     | 258. Susville (38499)                        | 259. Séchilienne (38478)                 | 260. La Sône (38495)                    |
| 261. Tencin (38501)                        | 262. La Terrasse (38503)                     | 263. Theys (38504)                       | 264. Thodure (38505)                    |
| 265. Le Touvet (38511)                     | 266. Treffort (38513)                        | 267. La Tronche (38516)                  | 268. Tréminis (38514)                   |
| 269. Tullins (38517)                       | 270. Têche (38500)                           | 271. Valbonnais (38518)                  | 272. La Valette (38521)                 |
| 273. Valjouffrey (38522)                   | 274. Varacieux (38523)                       | 275. Varces-Allières-et-Risset (38524)   | 276. Vatilieu (38526)                   |
| 277. Vaujany (38527)                       | 278. Vaulnaveys-le-Bas (38528)               | 279. Vaulnaveys-le-Haut (38529)          | 280. Venon (38533)                      |
| 281. Le Versoud (38538)                    | 282. Veurey-Voroize (38540)                  | 283. Vif (38545)                         | 284. Villard-Bonnot (38547)             |
| 285. Villard-Notre-Dame (38549)            | 286. Villard-Reculas (38550)                 | 287. Villard-Reymond (38551)             | 288. Villard-Saint-Christophe (38552)   |
| 289. Villard-de-Lans (38548)               | 290. Vinay (38559)                           | 291. Viriville (38561)                   | 292. Vizille (38562)                    |
| 293. Voiron (38563)                        | 294. Voreppe (38565)                         | 295. Vourey (38566)                      | 296. Vénosc (38534)                     |
| 297. Échirolles (38151)                    |                                              |                                          |                                         |